# Estrellita Castro

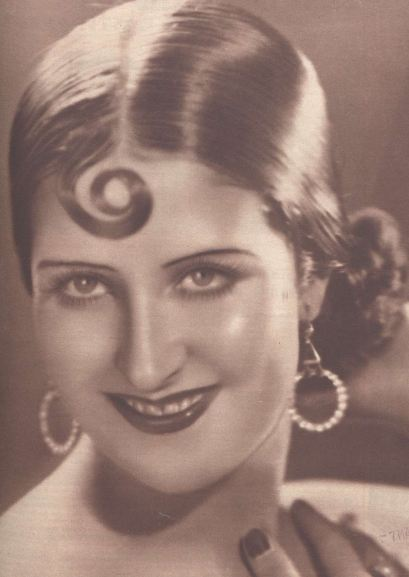
Estrellita Castro

Estrellita Castro (* 26. Juni 1908 in Sevilla; † 10. Juli 1983 in Madrid, eigentlich Estrella Castro Navarrete) war eine spanische Sängerin und Schauspielerin. 
Nach einer ersten kleinen Filmrolle im Jahr 1933 gelang ihr 1935 mit einer der Hauptrollen im Film Rosario la cortijera der Einstieg ins Filmgeschäft. 
In Deutschland drehte sie im Jahr 1939 den Film Suspiros de España. Als Sängerin war sie eine bekannte Interpretin der Copla andaluza, einer Liedform, die sich in Spanien vor allem in den 1940er Jahren großer Beliebtheit erfreute.
Carmen Sevilla war Mitglied ihrer Tanz-Gruppe.

## Filmografie (Auswahl)
- 1935: Rosario la Cortijera
- 1939: Suspiros de España
- 1938: Der Barbier von Sevilla (El barbero de Sevilla)
- 1939: Sehnsucht (Los hijos de la noche)
- 1940: La gitanilla
- 1941: Torbellino
- 1942: Los misterios de Tánger
- 1943: La maja del capote
- 1953: Gitana tenías que ser
- 1967: La Niña del patio
- 1973: Casa Flora